# Анджелина (окръг, Тексас)
Окръг Анджелина (на английски: Angelina County) е окръг в щата Тексас, Съединени американски щати. Площта му е 2238 km², а населението – 86 395 души (1 април 2020). Административен център е град Лъфкин.